# PayBack 2
Payback 2 è un videogioco di ruolo, sviluppato e pubblicato da Apex Designs. È stato reso disponibile il 20 novembre 2012 per Android e iOS. È il seguito di "uno dei primi giochi in stile Grand Theft Auto. È diventato gratuito nel 2013.
Nel creare il sequel di Payback, il team di sviluppo ha deciso di cambiare il motore del gioco originale in modo da ottenere una grafica migliore, e di porre maggior enfasi nel gioco multigiocatore.